# Leipziger Allerlei

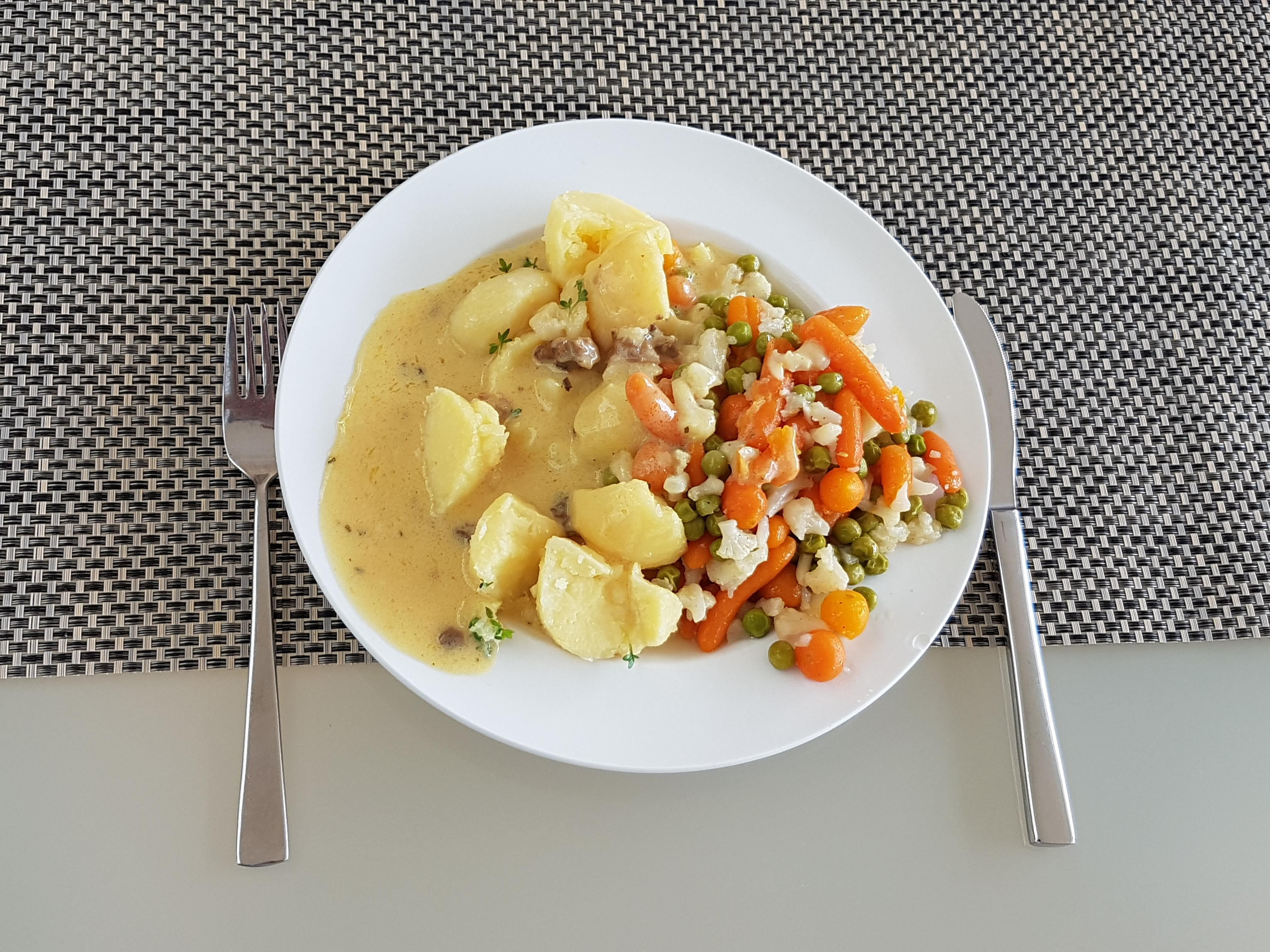
Leipziger Allerlei mit Morcheln-Kresse-Hollandaise und Kartoffeln

Leipziger Allerlei ist ein traditionelles Gemüsegericht, das auch als Beilage serviert wird. Es ist nach der Stadt Leipzig benannt und besteht aus verschiedenen Gemüsesorten wie jungen Erbsen, Karotten, Spargelköpfen, Sellerie, Grünen Bohnen und Morcheln (ursprünglich Lorcheln). Häufig werden Blumenkohl oder Kohlrabi sowie teils auch Zwiebeln hinzugefügt.
Zum klassischen Leipziger Allerlei gehört auch eine Sauce aus Krebsbutter, Flusskrebsschwänzen und Grießklößchen.

## Zubereitung
Zur Zubereitung wird das Gemüse geschnitten und getrennt gegart, in Butter geschwenkt und in einer Schale angerichtet. Die Krebsbutter wird zerlassen, mit Kalbsfond verlängert, mit Eigelb gebunden und über das Gemüse gegeben. Dazu kommen die gekochten Krebsschwänze und Grießklößchen. Als Gewürze können neben Salz und weißem Pfeffer Muskat, Kerbel und Petersilie verwendet werden. Es gibt zahlreiche Varianten des Rezepts – mit brauner Butter, mit Mehlschwitze gebunden, mit Mettwurst statt Krebsen, gerösteten Semmelbröseln usw.
Leipziger Allerlei wird auch in Konserven angeboten und ist Synonym für eine Mischung aus Erbsen und Karotten mit Spargelstücken. Mit der Originalzubereitung hat die Konservenmischung wenig gemeinsam.

## Geschichte
Der Legende nach ist Leipziger Allerlei eine Erfindung, um die damals reiche Stadt Leipzig nach den napoleonischen Kriegen (1803–1815) vor Bettlern und Steuereintreibern zu schützen. Der Stadtschreiber Malthus Hempel soll den Stadtvätern vorgeschlagen haben: „Verstecken wir den Speck und bringen nur noch Gemüse auf den Tisch, sonntags vielleicht ein Stückchen Mettwurst oder ein Krebslein aus der Pleiße dazu. Und wer kommt und etwas will, der bekommt statt Fleisch ein Schälchen Gemüsebrühe und all die Bettler und Steuereintreiber werden sich nach Halle oder Dresden orientieren.“
Nach anderen Quellen stellte Leipziger Allerlei ein Zwischengericht einer festlichen Menüfolge dar, für das junges Frühgemüse verwendet wurde.
Das Leipziger Allerlei fand auch Eingang in die Küche des Geheimrates Goethe.